# Raymond de Meester de Betzenbroeck
Pour les articles homonymes, voir de Meester.
Le baron Raymond de Meester de Betzenbroeck, né à Malines le 1er décembre 1904 et mort le 30 novembre 1995 à Woluwe-Saint-Lambert, est un sculpteur belge.

## Biographie
Raymond de Meester de Betzenbroeck est le petit-fils du sénateur Raymond de Meester de Betzenbroeck (1841-1907). Il suit son cycle d'études secondaires à l'Institut Saint-Boniface-Parnasse d'Ixelles, commune bruxelloise où il a vécu. Il sort de rhétorique en 1924.
Sculpteur animalier autodidacte, il est considéré comme un sculpteur « du mouvement et des sentiments », étudiant les animaux au zoo d’Anvers et dans les ménagerie des cirques où il puise une grande partie de son inspiration.
Il est l’auteur d’œuvres monumentales pour les grandes expositions internationales dont la plus connue est son Lion rugissant situé au Parc Malou à Woluwe-Saint-Lambert, face au boulevard de la Woluwe, œuvre qui lui avait été commandée pour l'Exposition Universelle de Bruxelles en 1958.
Il exposa entre autres en Belgique, en France, en Italie et aux Etats-Unis remportant diverses distinctions dont le Premier Prix de Sculpture Chapman en 1969 et le Prix de la Sculpture européenne des Arts en 1972.
Ses œuvres se retrouvent dans plusieurs musées belges : à Ixelles (Ours jouant), à Saint-Gilles (Tigre assis grognant), à Malines (Autruche des îles Somalis), à Liège (Poulain de quinze jours se léchant), au parc de Tervuren (Biches couchées), aux Musées royaux des Beaux-Arts d'Anvers et de Bruxelles, à Gand, à Tournai, etc. Mais aussi dans de nombreux musées étrangers : Paris (Musée d'Orsay), Lisbonne, Oslo, Buenos Aires, Riga, Tallinn, Le Caire, Mexico, etc.
Le baron Raymond de Meester de Betzenbroeck s'est éteint en 1995.
Il est inhumé dans le caveau de la famille au cimetière de Bruxelles à Evere.

## Décorations
- Officier de l'ordre de Léopold ;
- Officier de l'ordre de la Couronne ;
- Officier de l'ordre des Arts et des Lettres (France) ;
- Chevalier de grâce et de dévotion de l'ordre souverain de Malte ;
- Chevalier de l'ordre du Mérite social (France) ;
- Chevalier de l'ordre du Grand-Duc Gediminas (Lituanie) ;
- Chevalier de l'ordre des Trois-Étoiles (Lettonie).

## Sources
- Académie royale de Belgique, Nouvelle biographie nationale, volume 6, 2001.